# Ridderorden in Negeri Sembilan
Dit is een lijst van ridderorden in de Maleisische staat Negeri Sembilan.

## Achtergrond
Negeri Sembilan is een federatie van staten aan de westkust van het Maleisische schiereiland.
Op dit moment vormen Jelebu, Johol, Linggi, Rembau, Sri Menanti, Sungai Ujong en Tampin de federatie die op haar beurt sinds de oprichting deel uitmaakt van de Maleisische federatie. De heersers worden de Undang Laut genoemd. Op de sultans van Sri Menanti en Tampin na worden zij allen door de hoge edelen in hun gebied gekozen. Al de hoge edelen kiezen de Yang di-Pertuan Besar of "Hoogste en Grote Heer" van de federatie.
De volledige titel is "Sri Paduka Duli Yang Maha Mulia Tuanku, Yang di-Pertuan Besar Negri Sembilan, wat ook als "Prins en Hoogste Heer van Negeri Sembilan" kan worden vertaald.
De heersers van de negen (tegenwoordig zes) staten bezitten zelf geen ridderorden.

## De door de Yang di-Pertuan Besar ingestelde ridderorden
- De Meest Illustere Familie-orde van Negeri Sembilan of "Darjah Kerabat Negri Sembilan Yang Amat Mulia" werd op 24 mei 1979 ingesteld.

- De Familie-orde van Yam Tuan Radin Sunnah of "Darjah Kerabat Yam Tuan Radin Sunnah werd op 24 mei 1979 ingesteld.

- De Meest Lovenswaardige Orde van Tuanku Ja'afar of " Darjah Sri Paduka Tuanku Ja'afar Yang Amat Terpuji" werd op 18 juli 1984 ingesteld.

- De Meest Verheven Orde van Negeri Sembilan of "Darjah Tertinggi Negri Sembilan" werd op 24 mei 1979 ingesteld.

- De Gewaardeerde en loyale Orde van Trouw van Negeri Sembilan of "Darjah Paduka Setia Negeri Sembilan Yang Amat di-Hormati" werd op 24 mei 1979 ingesteld.

Het lijkt erop dat de 24e mei in Negeri Sembilan een feestdag voor juweliers is. De heersers volgden bij de naamgeving en inrichting van het ordestelsel de Maleisische traditie.